# Терещенко Юрій Федорович
Ю́рій Фе́дорович Тере́щенко (нар. 21 квітня 1966, м. Миколаїв) — український економіст. Кандидат економічних наук. Голова Комітету з політики військово-технічного співробітництва та експортного контролю при Президентові України (2007). Т.в.о. генерального директора Державного концерну «Укроборонпром» (з 21 березня до 4 липня 2014).
Голова Державної служби експортного контролю України з 16 жовтня 2014 до 24 червня 2016 року.

## Життєпис

### Освіта
- 1989 — Миколаївський кораблебудівний інститут;
- 1999 — Інститут міжнародних відносин Київського університету імені Тараса Шевченка;
- 2004 — здобув науковий ступінь кандидата економічних наук.

### Трудова діяльність
- 1989 — помічник майстра, майстер цеху № 9 заводу імені 61 комунара;
- 1992 — експерт Спеціалізованої зовнішньоторгівельної фірми «Прогрес»;
- 1996 — начальник Першого регіонального управління ДП «Укрспецекспорт»;
- 1999 — директор ДГЗП «Спецтехноекспорт»;
- 2005 — заступник генерального директора ДП «Укрспецекспорт»;
- 2005 — перший заступник Секретаря Ради національної безпеки та оборони України — голова Комітету з політики військово-технічного співробітництва та експортного контролю при Президентові України;
- 2007 — голова Комітету з політики військово-технічного співробітництва та експортного контролю при Президентові України[2];
- 2008 — перший заступник директора ДП «Зовнішньоторговельна фірма „ТАСКО-експорт“», Міністерство промислової політики України;
- 2010 — керівник управління військово-технічного співробітництва та експортного контролю департаменту з питань воєнної безпеки Апарату Ради національної безпеки та оборони України[3];

З 21 березня до 4 липня 2014 — Т.в.о. генерального директора Державного концерну «Укроборонпром»

## Автор праць
- Міжнародний маркетинг високотехнологічної продукції. дис. канд. екон. наук: 08.06.01 / Терещенко Юрій Федорович ; Українська академія зовнішньої торгівлі. — К., 2003. — 228 арк. — арк. 195—206[7]

## Нагороди та звання
- Медаль «За працю і звитягу» (2001).